# 10 (album của Microwave)
10 là album phòng thu thứ ba của ban nhạc rock người Việt Nam Microwave, được phát hành vào ngày 25 tháng 12 năm 2015. Album đánh dấu mốc kỷ niệm 10 năm nhóm phát hành album đầu tay Lối thoát (2005).

## Thu âm
Để thực hiện album này, nhóm đã mời Chris Hesse (tay trống kiêm nhà sản xuất của ban nhạc Hoobastank và có 3 lần được đề cử giải Grammy) hợp tác và gửi bản thu đã ghi sang Mỹ để hoàn thiện phần âm thanh.

## Phát hành và đón nhận
Ngày 15 tháng 12 năm 2015, nhóm tiết lộ danh sách ca khúc cho album mới và cả phần thiết kế bìa. Ngày 16 tháng 12 năm 2015, Microwave cho phát hành đĩa đơn "Phai". Ngày 25 tháng 12 năm 2015, ban nhạc chính thức ra mắt album thứ 3 mang tên 10. Tên album nhân dịp kỷ niệm 10 năm Microwave phát hành album đầu tay Lối thoát (2005), cũng như đúng dịp sinh nhật nhóm. Sau buổi họp báo tại Hà Nội, tối 25 tháng 12, Microwave tổ chức một mini show tại quán Polygor Bar, với các khách mời là hai ban nhạc Bụi Gió và Oringchains. Tiếp theo, ngày 25 tháng 1 nhóm đã buổi diễn quảng bá album tại Đà Nẵng và ngày 25 tháng 3 tại Thành phố Hồ Chí Minh. Ngoài bản CD, album phát hành dưới dạng đĩa than với số lượng giới hạn. Ngày 22 tháng 6 năm 2016, nhóm phát hành MV cho ca khúc "Quên".
Nhận xét về album, cây viết Hà Nguyên Anh của báo Công An Nhân Dân nhận xét: "Chủ trương mềm mại hơn, đằm thắm hơn ở album này cũng không hề làm nhạt đi chất rock trong các sáng tác mới mà nó chỉ cho thấy sự trưởng thành hơn của họ. Thay vì những tuyên ngôn và phá phách hơi có phần cứng nhắc mà nhiều nhóm rock đang mắc phải như một lối mòn, Microwave trở nên gần gũi với đời sống hơn, như thể những tự sự của mỗi thành viên thông qua những bản ballad có giai điệu rất đẹp." Báo điện tử Saostar nhận xét: "Trong album lần này, sự xuất hiện nhiều hơn những bản ballad với tiết tấu chậm rãi xen lẫn những ca khúc vẫn đầy chất nhanh, mạnh và nặng đã thể hiện tầm kiểm soát tuyệt vời của Microwave trong âm nhạc của mình. Ban nhạc nay đã trưởng thành hơn qua từng bước đi và sẵn sàng có những sản phẩm dễ dàng chinh phục cả những trái tim 'lạ lẫm' với rock." Ca sĩ Trần Lập (thủ lĩnh ban nhạc Bức Tường) cũng dành lời khen cho 10: "Tôi là một trong số ít người được Microwave tin tưởng cho nghe album trước lúc phát hành. Tôi thấy đây là một album rất hiện đại. Nó không chỉ đơn thuần là có những bản rock mà còn đón đầu xu hướng âm nhạc như EDM. Cách sử dụng tiết tấu, phách nhịp... khiến cả người không thích nhạc rock cũng có thể thưởng thức và lắc lư theo giai điệu".

## Danh sách bài hát
Tất cả lời bài hát được viết bởi Microwave; tất cả nhạc phẩm được soạn bởi Microwave.
| 10  | 10                      | 10         |
| STT | Nhan đề                 | Thời lượng |
| --- | ----------------------- | ---------- |
| 1.  | "Bay 2"                 | 4:01       |
| 2.  | "Chung một con đường"   | 3:29       |
| 3.  | "Phai"                  | 4:06       |
| 4.  | "Say"                   | 3:46       |
| 5.  | "Đừng"                  | 3:56       |
| 6.  | "Quên"                  | 5:06       |
| 7.  | "Sai"                   | 3:53       |
| 8.  | "Nhớ"                   | 5:12       |
| 9.  | "Xin"                   | 3:42       |
| 10. | "Khúc xuân thịnh vượng" | 3:09       |